# Warwick, Massachusetts
Warwick är en kommun (town) i Franklin County i delstaten Massachusetts, USA. Vid folkräkningen år 2010 bodde 780 personer på orten. Den har enligt United States Census Bureau en area på totalt 97,5 km² varav 0,8 km² är vatten.